# Schedypodesmus convexus
Schedypodesmus convexus är en mångfotingart som beskrevs av Filippo Silvestri 1898. Schedypodesmus convexus ingår i släktet Schedypodesmus och familjen fingerdubbelfotingar. Inga underarter finns listade i Catalogue of Life.